# 张家瑞 (1975年)
张家瑞（1975年11月6日—），中国湖南常德人，中国异议人士，曾与秦永敏、刘兴联、潘露等人恢复中国人权观察组织工作，担任中国人权观察组织副理事长。

## 简历
2014年3月25日，受中国人权观察组织理事长秦永敏的委托，张家瑞以中国人权观察组织副理事长身份率中国人权观察组织理事马永涛、理事成员毛善春前往北京注册中国人权观察组织未果。2015年3月24日，中国人权观察组织副理事长张家瑞、理事马永涛、丁灵杰、成员伍丽娟、张素珍、徐秦等人，再次来到北京东城区东安门大街55号王府世纪写字楼505室，中华人民共和国民政部室的民政部社团管理局大厅，进行第四次注册，被民政局工作人员以材料不齐为借口而拒绝受理。中国人权观察第四次注册失败。张家瑞多次参与公民维权活动，2015年9月23日参加常德市宏泽家园小区业主维权活动被拘留，湖南常德人权捍卫者张家瑞因围观小区住户维权被拘留，出狱后于10月底前往美国。